# Delta Canis Majoris
Désignations
Delta Canis Majoris (δ CMa / δ Canis Majoris), également nommée Wezen, est une étoile de la constellation du Grand Chien. Sa magnitude apparente est de +1,84. D'après la mesure de sa parallaxe annuelle par le satellite Hipparcos, l'étoile est située à approximativement ∼ 1 600 a.l. (∼ 491 pc) de la Terre. Elle s'éloigne du Système solaire à une vitesse radiale de +34 km/s.

## Propriétés
Wezen est une supergéante jaune de type spectral F8 Ia. Elle est membre de l'amas ouvert Collinder 121. C'est une étoile variable de type indéterminé, sa luminosité variant très légèrement selon une amplitude de quatre millièmes de magnitude seulement et avec une période de 24,08 jours.

## Noms
Wezen est le nom propre de l'étoile qui a été approuvé par l'Union astronomique internationale le 20 juillet 2016. il s'agit d'un nom traditionnel. Parfois orthographié Wesen, il provient de l'arabe وزن / wazn, qui signifie « poids ».
Wazn est également le nom traditionnel de β Columbae.